# Amastus pseudocollaris
Amastus pseudocollaris är en fjärilsart som beskrevs av Rothschild 1909. Amastus pseudocollaris ingår i släktet Amastus och familjen björnspinnare. Inga underarter finns listade i Catalogue of Life.